# S/PDIF
S/PDIF (Sony/Philips Digital Interface) är ett gränssnitt för överföring av digitalt ljud. Det kan användas för att överföra okomprimerat stereoljud, eller komprimerat surroundljud över antingen koaxialkablar (75 Ω RCA) eller optiska fibrer (TOSLINK) i CD-kvalitet eller bättre, från 16 bitar och 44,1 kHz upp till 24 bitar och 96 kHz.
Det utvecklades av Sony och Philips och har standardiserats i IEC 60958 som IEC 60958 type II (före 1998 som IEC 958). Det är konsumentversionen av AES3.